# Dollhouse (serie televisiva)
Dollhouse è una serie televisiva statunitense ideata da Joss Whedon, già autore di Buffy l'ammazzavampiri, Angel e Firefly. La serie ha debuttato negli USA il 13 febbraio 2009 sul canale Fox.
L'8 maggio 2009 è andato in onda l'episodio finale della prima stagione, Omega. Un tredicesimo episodio della prima stagione, Epitaph One, è stato realizzato ma non trasmesso dalla Fox. La serie è stata rinnovata per una seconda stagione di tredici episodi, trasmessa dal 25 settembre 2009 al 29 gennaio 2010.
In Italia, la serie ha debuttato in prima visione assoluta il 3 settembre 2009 sul canale satellitare Fox. Il 16 marzo 2010 ha debuttato sul canale digitale terrestre in chiaro Cielo con il titolo di Dollhouse - La casa dei desideri. In Italia è stato trasmesso anche l'episodio Epitaph One, mai trasmesso negli Stati Uniti e compreso solo nelle versioni DVD/Blu-ray Disc e nei broadcast internazionali. La seconda stagione è andata in onda su Fox a partire dal 15 aprile 2010.
L'11 novembre 2009 la serie è stata cancellata dalla FOX.

## Trama
Echo è un'appartenente a un gruppo di persone chiamate "attivi" o "doll", totalmente controllate dalla misteriosa e segreta organizzazione "Dollhouse". Le doll sono in realtà giovani di ambo i sessi, fisicamente attraenti e atletici, che si sono sottoposti (si suppone volontariamente) ad un procedimento di totale cancellazione dei ricordi delle loro pregresse esperienze di vita. In conseguenza di tale processo, la loro personalità diviene neutra, infantile, ingenua e quasi del tutto assente. La macchina produce l'annullamento e permette inoltre alla società Dollhouse di imprimere a ciascun attivo sempre nuove e distinte personalità, in base alle necessità contingenti dell'organizzazione.
Il nuovo individuo che risulta al termine del processo è infatti pronto ad entrare in azione per svolgere le mansioni più disparate, spesso pericolose o compromettenti, e sempre comunque per soddisfare le specifiche richieste dei ricchi clienti della Dollhouse. Si va dall'appagamento di fantasie erotiche a compiti di guerriglia dove sono richieste esperienza ed elevate doti di combattimento, senza escludere attività criminose. Ogni volta che entrano in azione, gli attivi operano sempre sotto la stretta sorveglianza del loro personale "guardiano", ovvero un agente speciale incaricato dalla Dollhouse di offrire loro tutto il necessario supporto logistico e, in caso di necessità, di presidiare sulla loro incolumità, senza perdere di vista il non meno essenziale compito di preservare la segretezza dell'organizzazione. Ogni attivo è individuato con una lettera dell'alfabeto fonetico NATO. La storia di Echo si mescola, quindi, a quella di altri giovani attivi che sono al servizio inconsapevole, come lei, della Dollhouse. Tra questi, in particolare, Victor e Sierra.
La Dollhouse è governata e diretta dall'austera signora De Witt, mentre il presidio scientifico dell'apparecchiatura di riprogrammazione delle personalità è affidato a Topher, presuntuoso giovane genio che non sembra farsi troppi scrupoli nel manipolare le coscienze delle "doll".
In parallelo all'illecita attività della Dollhouse si sviluppano le indagini di Paul Ballard, agente dell'FBI che ha personali ragioni di rancore verso questa leggendaria ma inafferrabile associazione e sembra conoscere qualcosa del passato "rimosso" di Echo, la giovane protagonista, dalla cui cattura Ballard sembra ossessionato, al punto da non esitare nel compromettere la propria carriera di agente federale.
Nel corso delle sue avventure, Echo pare progressivamente recuperare frammenti sempre più importanti del suo passato, che il processo di cancellazione non riesce mai a rimuovere del tutto. Inoltre la direzione della Dollhouse rivela di essere reduce dalla violenta e sanguinaria ribellione di un attivo chiamato Alpha, che è riuscito a sfuggire al controllo dell'associazione dopo aver mietuto molte vittime tra i suoi compagni. Solo Echo è stata risparmiata deliberatamente dalla furia omicida di Alpha, la cui presenza minacciosa emerge a tratti, in modo ineffabile, ad intralciare le attività del gruppo.

## Episodi
| Stagione         | Episodi | Prima TV USA | Prima TV Italia |
| ---------------- | ------- | ------------ | --------------- |
| Prima stagione   | 13      | 2009         | 2009            |
| Seconda stagione | 13      | 2009-2010    | 2010            |

L'emittente FOX ha trasmesso soltanto dodici episodi della prima stagione. Il produttore Tim Minear ha chiarito che il tredicesimo episodio (Epitaph One) era stato girato, ma non è stato mandato in onda dalla FOX per motivi contrattuali. L'emittente aveva ordinato tredici episodi, ma poiché l'episodio pilota originale è stato rigirato quasi completamente da Whedon (e parzialmente riutilizzato per altri episodi) è stato considerato come un episodio in più. Così Epitaph One esulava dal contratto siglato per la trasmissione televisiva. Tuttavia altre clausole contrattuali, come quelle riguardanti la vendita dei DVD, prevedevano comunque la realizzazione di tredici episodi effettivi, motivo per cui Epitaph One, che ha una trama autonoma da quelle portanti della stagione, è stato girato comunque e reso disponibile solo in DVD.
Nonostante gli ascolti poco soddisfacenti, Dollhouse è stato rinnovato per una seconda stagione con un ordine di 13 episodi. Il seguito dei fan non è stato l'unico fattore della decisione, ma è stato considerato comunque sufficiente per proseguire con la serie; il presidente della sezione entertainment della FOX ha dichiarato: «Se avessimo cancellato lo show di Joss probabilmente avrei ricevuto 110 milioni di e-mail di protesta dai fan». Nella stipulazione dell'accordo per il rinnovo è stata stabilita una riduzione del budget. Le riprese della seconda stagione di Dollhouse sono iniziate il 22 luglio 2009, e l'inizio della trasmissione è stato fissato al 25 settembre 2009 per consentire allo staff di produrre un numero sufficiente di episodi prima della messa in onda. Tuttavia l'11 novembre 2009 la FOX ha deciso di cancellare definitivamente la serie. Gli episodi rimanenti sono stati così trasmessi: due a sera il 4, l'11 e il 18 dicembre 2009, gli ultimi 3 nel gennaio 2010, l'ultimo episodio è andato in onda il 29 gennaio 2010.
Gli episodi della prima stagione di Dollhouse hanno una durata di 16 minuti in più rispetto a quella delle altre serie di un'ora. Si è trattato di un esperimento: la serie era trasmessa con la metà delle consuete interruzioni pubblicitarie per diminuire l'emorragia di ascolti causata dallo zapping provocato dagli spot troppo lunghi. L'esperimento non è riuscito e quindi gli episodi della seconda stagione sono tornati ad avere la durata standard di 45 minuti.

## Personaggi e interpreti

### Echo
È la protagonista della serie. Durante i suoi incarichi, dimostra abilità che vanno oltre le limitazioni imposte dall'impianto della personalità a cui è stata sottoposta. Prima di diventare una doll, il suo nome era Caroline Farrell. Echo è interpretato da Eliza Dushku. Echo è un "attivo" o "doll", uno di un gruppo di uomini e donne che possono essere programmati con i ricordi e le competenze di altre persone; nel loro stato di default, gli attivi sono innocui, infantili e suggestionabili. Prima di aver cancellato i suoi ricordi, il nome di Echo era Caroline Farrell. Caroline Farrell era una studentessa presso una università di Los Angeles, la quale possedeva un laboratorio di ricerca per la Rossum Corporation. Venendo a conoscenza degli abusi di animali svolti in laboratorio al segreto, lei e il suo fidanzato Leo irrompono nel laboratorio con le telecamere attraverso tubazioni sotterranee, dove scoprono che non solo vi sono animali in gabbia, ma anche esperimenti di manomissione su neonati e sul cervello umano. Lei e Leo sono stati colti in flagrante, e Leo viene apparentemente ferito a morte. Sapendo che Caroline sapeva troppo degli esperimenti della Rossum Corporation (la cui ricerca ha creato la Dollhouse), e sapendo che lei era affranta per la morte di Leo, i funzionari della Rossum decidono di farle stipulare un contratto con la stessa. Ma Caroline non ha del tutto perso la speranza e diventa determinata a colpire la Rossum dal basso, arrivando a rubare file riservati su sé stessa e una tale Bennett Halverson. Ha poi cercato di contattare Bennett, trovandola in Arizona, e le due divennero amiche. Bennett poi, scoperto lo stratagemma di Caroline, ha offerto la sua assistenza nella distruzione della struttura della Rossum. Caroline e Bennett, nascoste in laboratorio, si nascondono armate di esplosivi nell'edificio ma Caroline scopre che ci sono soggetti umani per i test in una stanza segreta e cerca di interrompere il piano per salvare le loro vite. Era troppo tardi però per fermare gli esplosivi quindi scappa accorgendosi che Adelle, Dominic, e diverse guardie erano entrate nel palazzo e che non c'era tempo per Bennett, che nel frattempo era rimasta ferita nell'esplosione, e per se stessa di uscire in modo sicuro. Caroline dice quindi a Bennett di mentire sulla sua complicità nel bombardamento per evitare di essere punita dalla Rossum e fugge con l'obbiettivo di far ricadere la colpa solo su se stessa ma Bennet, come si vedrà nell'evolversi della storia, non capirà e penserà alla fuga di Caroline come un tradimento della loro amicizia e svilupperà odio per Caroline/Echo. Adelle e Dominic raggiungono Caroline, facendole incontrare il capo della Rossum, che si scoprirà essere nient'altro che Boyd Langton che le dirà che lei è speciale e che si sono accorti del suo potenziale analizzando illegalmente i campioni di sangue che lei aveva depositato per vedere se era una donatrice compatibile di midollo osseo per una parente. All'interno della Dollhouse, Echo è stata privata di tutte le tracce della sua vita precedente. Pur non essendo in servizio attivo, lei (come tutte le Dolls) conduce una vita semplice, senza domande, volutamente spogliata (apparentemente) di pensiero originale o libero arbitrio. Quando le viene impressa una personalità, è nota per la sua esposizione di fiducia, iniziativa e capacità di risolvere problemi che trascendono i parametri della sua impronta. Nel corso della storia Echo si scoprirà avere la capacità unica (a cui la Rossum è interessata) di resistere al cancellamento della memoria e all'azzeramento dell'impronta cerebrale, diventando una persona "vera" e cosciente indipendentemente dall'impronta cerebrale memorizzata di volta in volta nella sua testa dalla dollhouse. Nell'episodio Epitaph One, mai andato in onda negli Stati Uniti d'America, ambientato dieci anni dopo i fatti narrati dalla serie, la personalità di Caroline viene imprintata nel corpo di una bambina, Iris, che, insieme ad altre persone, inizia il suo viaggio per rintracciare il suo sé originale e la posizione del rifugio sicuro.

### Comprimari
- Boyd Langton, interpretato da Harry Lennix.
È un ex poliziotto, ora "guardiano" della Dollhouse, assegnato ad Echo. È estremamente protettivo verso la sua "attiva".
- Adelle DeWitt, interpretata da Olivia Williams.
È l'autorità più alta della Dollhouse di Los Angeles, anche se sembra sottostare ad ordini superiori. Crede veramente che ciò di cui si occupa aiuti le persone.
- Topher Brink, interpretato da Fran Kranz.
È il programmatore che ha creato tutta la tecnologia della Dollhouse e la usa per impiantare le nuove personalità nelle doll.
- Paul Ballard, interpretato da Tahmoh Penikett.
È l'agente FBI assegnato al caso Dollhouse. Mentre molti suoi colleghi pensano che si tratti di una leggenda metropolitana, lui ci crede seriamente e tenta in tutti i modi di provarlo. Viene mandato in coma irreversibile da Alpha, geloso del suo rapporto con Echo. Ma Topher lo risveglia facendolo diventare un doll.
- Victor, interpretato da Enver Gjokaj.
È un attivo a cui spesso viene impiantata la personalità di Lubov, un membro della mafia russa che gestisce traffico illegale di uomini. Il suo compito è quello di tenere lontano l'agente Ballard dalla Dollhouse, sviando le sue indagini.
- Sierra, interpretata da Dichen Lachman.
È l'ultima doll arrivata alla Dollhouse.

### Personaggi secondari
- Dr. Claire Saunders, interpretata da Amy Acker.
È il medico generale degli attivi. Ha il volto sfregiato, a causa di un attacco di Alpha. Il suo ruolo era stato originariamente designato ad una donna tra i 40 e i 50 anni. Ma dopo aver deciso che Amy Acker era l'attrice migliore per questo ruolo, Whedon ha riadattato il personaggio.
- Laurence Dominic, interpretato da Reed Diamond.
È il capo della sicurezza nella Dollhouse. Svolge il suo lavoro molto seriamente, ma non sembra che gli importi molto delle doll, dato che le considera più come animali domestici che come persone.
- November, interpretata da Miracle Laurie.
È originariamente introdotta nella serie come Mellie, la vicina, nonché interesse amoroso, di Paul Ballard. Nell'episodio 6 viene rivelato che Mellie, in realtà, è un'attiva "dormiente"; Adelle, infatti, può far scaturire la sua personalità combattiva usando un codice verbale.
- Alpha, interpretato da Alan Tudyk.
È un attivo ribelle, fuggito dalla Dollhouse. A causa di un "evento composito", tutte le personalità impiantate in Alpha, e i ricordi ad esse associati, riemersero simultaneamente. Durante la fuga, uccise molte doll e molti membri dello staff della Dollhouse, incluso il precedente guardiano di Echo, ma risparmiando Echo stessa. Nonostante la maggior parte dello staff sia convinto che Alpha sia stato trovato e ucciso, in realtà lui è ancora in libertà.
- Ivy, interpretata da Liza Lapira.
È l'assistente di Topher. Mentre lei si ritiene la sua apprendista, Topher la tratta perlopiù come un fattorino.

## Messe in onda internazionali
| Paese          | Data di inizio trasmissione | Canale     | Titolo    |
| -------------- | --------------------------- | ---------- | --------- |
| Stati Uniti    | 13 febbraio 2009            | FOX        | Dollhouse |
| Inghilterra    | 5 maggio 2009               | Sci Fi     | Dollhouse |
| Australia      | 9 giugno 2009               | Fox8       | Dollhouse |
| America Latina | 28 luglio 2009              | FX         | Dollhouse |
| Spagna         | 1º settembre 2009           | Cuatro     | Dollhouse |
| Italia         | 3 settembre 2009            | Fox, Cielo | Dollhouse |
| Francia        | 25 ottobre 2009             | Téva, M6   | Dollhouse |

## Edizioni in DVD
| Stagione completa | Date di uscita  | Date di uscita          | Date di uscita     | Date di uscita        |
| Stagione completa | Regione 1 (USA) | Regione 2 (Regno Unito) | Regione 2 (Italia) | Regione 4 (Australia) |
| ----------------- | --------------- | ----------------------- | ------------------ | --------------------- |
| 1ª                | 28 luglio 2009  | 14 settembre 2009       | 6 ottobre 2010     |                       |